# Colégio Pastor Dohms

O Colégio Pastor Dohms ou Centro de Ensino Médio Pastor Dohms é uma instituição de ensino luterana, ligado à Igreja Evangélica de Confissão Luterana no Brasil (IECLB). Seu nome homenageia o pastor Hermann Gottlieb Dohms.

## História
Foi fundado em 1931 por iniciativa dos moradores do bairro Higienópolis, em Porto Alegre, com o apoio da Comunidade Evangélica de Porto Alegre, do consulado alemão e por algumas empresas importantes da cidade. Inicialmente denominado Deutsche Evangelische Gemeindeschule, iniciou suas atividades com 9 alunos, sendo suas primeiras instalações localizadas na rua Dom Pedro II, nº 111, em Porto Alegre. A escola surgiu para atender à comunidade germânica da cidade, que solicitava o ensino da língua alemã e a prática de esportes.
Em dezembro de 1935 se transfere para as dependências da SOGIPA e ano seguinte passa a atender seus alunos em pequenas salas embaixo da Igrejinha, com o nome de Martin Luther Schule, inserindo-se de forma definitiva no contexto da Paróquia Martin Luther. Com a campanha de nacionalização criada durante o Estado Novo de Getúlio Vargas, a escola é fechada em 1938, sendo reaberta no ano seguinte com o nome de Colégio Martin Lutero. Em 1946 muda seu nome para Escola Particular D. Pedro I. Ao mesmo tempo que denomina-se Ginásio Evangélico Pastor Dohms, em 1959, inicia o curso ginasial, ampliando a abrangência de sua atuação. Em 1975, acontece a implantação do 2° grau, passa a chamar-se Escola de 1° e 2° Graus Pastor Dohms. Introduz o currículo bilíngue (português-alemão) em 1991, paralelamente ao currículo regular.
Em 1998, com a nova legislação do ensino, passa a denominar-se Colégio Pastor Dohms e finalmente, em 2002, com a implantação da Unidade de Ensino Lindóia, muda mais uma vez seu nome, agora para Centro de Ensino Médio Pastor Dohms. 
Em 2003 passou a oferecer turmas de educação integral. Neste período iniciou uma rápida expansão de sua estrutura. Em 2007 o complexo educacional já tinha cinco unidades de Ensino Fundamental e Médio, com 2,6 mil alunos e cerca de 250 professores. Em 2010 tinha nove unidades educacionais em diferentes municípios gaúchos e em bairros da capital.
Em 2006 apresentou ao Governo do Estado o projeto de criação da Faculdade de Tecnologia Pastor Dohms, incluindo uma unidade no Litoral Norte, e uma Faculdade de Tecnologia com sedes em Camaquã e Pelotas, com cursos de segurança empresarial, segurança privada, logística empresarial e mais sistemas para internet e redes de computadores, com a duração de dois anos e meio. O governador apoiou a iniciativa, dizendo que "é uma proposta muito interessante e inovadora aqui para o Estado do RS, de se ter cursos de graduação profissionalizantes de curta duração”. A Faculdade de Tecnologia foi uma das entidades fundadoras do Fórum das Faculdades Comunitárias, almejando a atuação conjunta das instituições públicas não estatais de ensino superior. Em 2014 a Faculdade passou a ser gerida pela Faculdade Ibgen.
O colégio é um dos mais tradicionais de Porto Alegre, tem tradição no ensino da língua alemã, e seus alunos muitas vezes receberam destaques em concursos de várias categorias, como por exemplo: Na Olimpíada Regional de Matemática da Grande Porto Alegre de 2007 alunos do colégio levaram duas medalhas de prata e cinco de bronze. Em 2013 levou o prêmio de tênis no Circuito de Tênis Escolar e Universitário. Em 2014 levou o prêmio em basquete no Campeonato Estudantil do Rio Grande do Sul, reunindo 700 atletas do futsal, vôlei, handebol e basquete. Em 2017 seis alunos foram premiados no Schreibwettbewerb (Concurso de Redação em Língua Alemã), realizado no Instituto Ivoti. Em 2018 dois alunos receberam primeiros prêmios na 21ª Olimpíada Matemática da Univates.